# Huets alcippe
Huets alcippe (Alcippe hueti) is een zangvogel uit de familie Alcippeidae. Deze vogel is genoemd naar de Franse zoöloog Joseph Huet (1827-1903).

## Verspreiding en leefgebied
Deze soort komt voor in China en telt twee ondersoorten:
- A. h. hueti: zuidoostelijk China.
- A. h. rufescentior: Hainan (nabij zuidoostelijk China).

## Status
Huets alcippe komt niet als aparte soort voor op de lijst van het IUCN maar is daar een ondersoort van de grijswangalcippe (Alcippe morrisonia).